# Cantonul Pontvallain
Cantonul Pontvallain este un canton din arondismentul La Flèche, departamentul Sarthe, regiunea Pays de la Loire, Franța.

## Comune
| Comune                   | Populație (1999) | Cod poștal | Cod INSEE |
| ------------------------ | ---------------- | ---------- | --------- |
| Cérans-Foulletourte      | ...              | 72330      | 72051     |
| Château-l'Hermitage      | ...              | 72510      | 72072     |
| La Fontaine-Saint-Martin | ...              | 72330      | 72135     |
| Mansigné                 | ...              | 72510      | 72182     |
| Oizé                     | ...              | 72330      | 72226     |
| Pontvallain              | ...              | 72510      | 72243     |
| Requeil                  | ...              | 72510      | 72252     |
| Saint-Jean-de-la-Motte   | ...              | 72510      | 72291     |
| Yvré-le-Pôlin            | ...              | 72330      | 72385     |